# معتمدية عمدون
معتمدية عمدون إحدى معتمديات الجمهورية التونسية، تقع في ولاية باجة، مركزها زهرة مدين.
في 2014 ، كان يقطنها 21٬187 نسمة بما في ذلك 10٬582 ذكور و 10٬605 إناث موزعين في 5٬004 أسرة و 5٬562 مسكن.

### مواضيع ذات علاقة
- ولاية باجة.